# Дервиш-хан (Золотая орда)
Дервиш (старотат. درويش خان‎) — хан Улуса Джучи (Золотой Орды) в 1417—1419 годах.
Родословная Дервиша прописана в «Муизз ал-ансаб»: Дарвиш б. Тукрак б. Алты-Куртука б. Туктай б. Тимур-Ходжа б. Тактак б. Ачик б Урунгташ б. Тука-Тимур б. Джучи. Он приходился племянником своему предшественнику Сайид-Ахмаду и двоюродным племянником Чокре. Однако Г. Е. Грумм-Гржимайло и В. В. Трепавлов считают его Шибанидом.
Участник напряженной борьбы за ханский престол, которая наступила после разгрома Тохтамыша Тимуром между ставленниками Идигу и детьми Тохтамыша, которые при этом боролись и между собой. В 1416 году после устранения от власти ставленника Идигу Чокре при туманных обстоятельствах и прихода к власти сына Тохтамыша Джаббар-Берди, Идигу провозгласил ханом двоюродного брата Чокре Сайид-Ахмада, но и тот вскоре был убит, по-видимому, в борьбе с Джаббар-Берди. Но уже в 1417 году Джаббар-Берди, в свою очередь, лишился трона и бежал в Крым, а потом в Литву, но по пути был убит собственными спутниками. Трон перешёл к очередному ставленнику Идигу — Дервишу. Идигу пользовался таким большим авторитетом, что на монетах его имя чеканилось вместе с именем нового хана. В 1419 году Дервиш-хан был свергнут и убит Кадыр-Берди, одним из младших сыновей Токтамыша.